# Coluteastrum annulare
Coluteastrum annulare là một loài thực vật có hoa trong họ Đậu. Loài này được (Burch.) Kuntze mô tả khoa học đầu tiên năm 1891.